# Place de la Liberté (Tbilissi)
Pour les articles homonymes, voir Place de la Liberté.
La place de la Liberté (en géorgien : თავისუფლების მოედანი, Tavisuplebis moedani) est une place publique de Tbilissi, la capitale de la Géorgie.

## Situation et accès
Elle est située dans le centre de Tbilissi à l'extrémité sud de l'avenue Rustaveli. De forme rectangulaire, elle est bordée au sud par l'hôtel de ville et au nord par le parc Pouchkine.

## Origine du nom
Elle rappelle la première indépendance du pays entre 1918 et 1921 puis l'indépendance proclamée en 1991.

## Historique

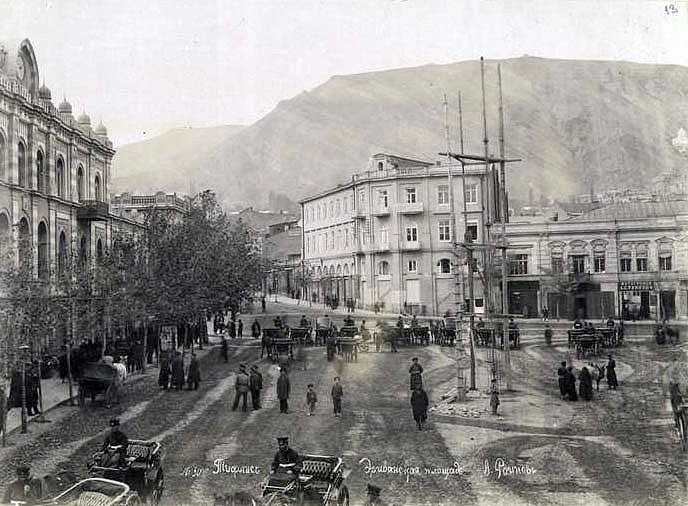
Photo de la Place de la Liberté dans les années 1870, par George Kennan.

La place est d'abord baptisée en l'honneur du général Ivan Paskevitch, qui conquiert Erevan en 1827. La place porte également le nom de cette ville à l'époque impériale. Elle devient une première fois place de la Liberté lors de la première indépendance du pays entre 1918 et 1921. Durant la période soviétique, la place est nommée une première fois en l'honneur de Lavrenti Beria puis rebaptisée place Lénine en 1956. Avec l'indépendance proclamée en 1991, elle prend son nom actuel.
Créée au début du XIXe siècle, la place est le théâtre en 1907 du braquage de la banque de Tiflis par les révolutionnaires bolchéviques. Tout au long de son histoire, elle est un lieu de rassemblement prisé des manifestants géorgiens. Durant l'ère soviétique, une importante statue de Lénine y est érigée en 1956, avant d'être symboliquement démolie en août 1991.
En 2005, les présidents géorgien Mikheil Saakachvili et américain George W. Bush (qui sera victime d'une tentative d'assassinat à la grenade) s'adressent sur la place à une foule de 100 000 personnes à l'occasion du 60e anniversaire marquant la fin de la Seconde Guerre mondiale.

## Bâtiments remarquables et lieux de mémoire
La place est bordée d'immeubles d'architecture néoclassique et moderne. L'hôtel de ville est un bâtiment construit à partir de 1830, remanié en 1879 pour en faire le siège de la municipalité et agrandi en 1910-1912.
Le 23 novembre 2006, le monument à la Liberté représentant saint Georges de Lydda terrassant le dragon, sculpté par Zourab Tsereteli est inauguré au centre.